# Genene Jones
Genene Jones (ur. 13 lipca 1950 w San Antonio) – amerykańska seryjna morderczyni. Jones w latach 1981–1982 zamordowała 11 dzieci, wstrzykując im chlorek suksametonium, gdy pracowała jako pielęgniarka w kilku szpitalach na terenie San Antonio, w stanie Teksas. Podejrzewa się, że mogła zabić jeszcze nawet kilkanaścioro dzieci. Dokładna liczba jej ofiar prawdopodobnie nigdy nie będzie znana, gdyż niektóre szpitale przed jej zatrzymaniem zniszczyły karty zdrowia zmarłych pacjentów.
W 1985 roku Jones została skazana za zabójstwa na karę 99 lat pozbawienia wolności z możliwością wyjścia na wolność najwcześniej w 2017 roku. Jones ma jednak prawo ubiegać się o zwolnienie warunkowe co dwa lata. Sąd już sześciokrotnie odrzucił jej prośbę w tej sprawie.

## Ofiary
| Lp. | Ofiara             | Wiek        | Data                 |
| --- | ------------------ | ----------- | -------------------- |
| 1.  | Christopher Hogeda | 15 miesięcy | 21 maja 1981         |
| 2.  | Richard Nelson     | 8 miesięcy  | 3 lipca 1981         |
| 3.  | Rosemary Vega      | 2 lata      | 16 września 1981     |
| 4.  | Paul Villareal     | 3 miesiące  | 24 września 1981     |
| 5.  | Jose Flores        | 6 miesięcy  | 10 października 1981 |
| 6.  | Joshua Sawyer      | 11 miesięcy | 12 grudnia 1981      |
| 7.  | Doraelia Rios      | 25 miesięcy | 22 grudnia 1981      |
| 8.  | Patrick Zavala     | 4 tygodnie  | 17 stycznia 1982     |
| 9.  | Jimmy Pearson      | 7 lat       | 30 sierpnia 1982     |
| 10. | Chelsea McClellan  | 15 miesięcy | 17 września 1982     |
| 11. | Jacob Evans        | 5 miesięcy  | 17 września 1982     |